# 兵庫県道182号相野停車場線
兵庫県道182号相野停車場線（ひょうごけんどう182ごう あいのていしゃじょうせん）は、兵庫県三田市を通る一般県道である。

## 概要
JR西日本福知山線 相野駅から兵庫県道141号黒石三田線交点に至る。

### 路線データ
- 起点：三田市下相野（JR西日本福知山線 相野駅前）
- 終点：三田市下相野（相野駅前交差点、兵庫県道141号黒石三田線交点）
- 総延長：83 m

## 地理

### 通過する自治体
- 三田市

### 交差する道路
| 交差する道路            | 交差する場所 | 交差する場所          |
| ----------------------- | ------------ | --------------------- |
| 兵庫県道141号黒石三田線 | 下相野       | 相野駅前交差点 / 終点 |

### 沿線
- JR西日本福知山線 相野駅